# Brian Leiva
Brian Leonardo Nicolás Leiva Vargas (* 21. Februar 1998 in Punta Arenas) ist ein chilenischer Fußballspieler, der als Stürmer spielt. Er stand zuletzt beim chilenischen Drittligisten Provincial Ovalle unter Vertrag.

## Karriere

### Verein
Brian Leiva begann seine Profikarriere bei Universidad Católica, wo er von 2017 bis 2020 unter Vertrag stand und in der Saison 2018 Meister wurde. Von 2019 bis 2020 wurde er an Deportes Melipilla verliehen, um dort Spielpraxis zu sammeln. Nach seiner Rückkehr wechselte er 2021 fest zu Melipilla, spielte dort jedoch nur kurz. Noch im selben Jahr schloss er sich dem Drittligisten Deportes Iberia an. In den Jahren 2022 und 2023 lief Leiva für San Antonio Unido auf und wurde dort regelmäßig eingesetzt. Anfang 2024 wechselte er zu Drittligist Provincial Ovalle.

### Nationalmannschaft
Leiva spielte 2015 für die U17-Nationalmannschaft bei der U17-Weltmeisterschaft im eigenen Land. Er bestritt zwei der drei Gruppenspiele und erzielte im Achtelfinale gegen Mexiko bei der 1:4-Niederlage den einzigen Treffer für sein Land.

## Erfolge
Universidad Católica
- Chilenischer Meister: 2018